# Стокхольм, Николай
Николай Стокхольм (дат. Nicolai Stokholm; род. 1 апреля 1976, Регструп, Западная Зеландия) — датский футболист, полузащитник. Провёл 6 матчей в составе национальной сборной Дании.

## Клубная карьера
Во взрослом футболе дебютировал в 1996 году в выступлении за клуб «Хольбек», в котором провел 3 сезона, приняв участие в 28 матчах. Своей игрой за эту команду привлек внимание представителей тренерского штаба клуба «АБ», к которому присоединился в 1998 году. Выступал за команду из Копенгагена следующие 5 сезонов своей игровой карьеры. Играл в большинстве случаев в основном составе «АБ». В 2003 году заключил контракт с клубом «Оденсе», в его рядах Стокхольм провёл следующие 4 года своей карьеры. Играя в составе «Оденсе» также преимущественно выходил на поле в основном составе команды.
В 2006 году перешёл в норвежский «Викинг», и 2 сезона защищал цвета этого клуба. В состав клуба «Норшелланн» появился в начале 2009 года, где стал капитаном.

## Карьера в сборной
1 марта 2006 года Стокхольм дебютировал в составе сборной в товарищеском матче со сборной Израиля, в котором датчане победили со счётом 2:0. Несмотря на свой возраст сыграл в матче отборочного турнира к чемпионату мира 2014 года против сборной Италии 16 октября 2012 года.

## Статистика

### Матчи Стокхольма за сборную Дании
| Матчи Стокхольма за сборную Дании | Матчи Стокхольма за сборную Дании | Матчи Стокхольма за сборную Дании | Матчи Стокхольма за сборную Дании | Матчи Стокхольма за сборную Дании | Матчи Стокхольма за сборную Дании |
| --------------------------------- | --------------------------------- | --------------------------------- | --------------------------------- | --------------------------------- | --------------------------------- |
| №                                 | Дата                              | Соперник                          | Счёт                              | Голы Стокхольма                   | Соревнование                      |
| 1                                 | 1 марта 2006                      | Израиль                           | 2:0                               | —                                 | Товарищеский матч                 |
| 2                                 | 27 мая 2006                       | Парагвай                          | 1:1                               | —                                 | Товарищеский матч                 |
| 3                                 | 15 августа 2012                   | Словакия                          | 1:3                               | —                                 | Товарищеский матч                 |
| 4                                 | 16 октября 2012                   | Италия                            | 1:3                               | —                                 | Чемпионат мира 2014 (отбор)       |
| 5                                 | 14 ноября 2012                    | Турция                            | 1:1                               | —                                 | Товарищеский матч                 |
| 6                                 | 22 марта 2013                     | Чехия                             | 3:0                               | —                                 | Чемпионат мира 2014 (отбор)       |
| 7                                 | 26 марта 2013                     | Болгария                          | 1:1                               | —                                 | Чемпионат мира 2014 (отбор)       |
| 8                                 | 5 июня 2013                       | Грузия                            | 2:1                               | —                                 | Товарищеский матч                 |

Итого: 8 матчей / 0 голов; 3 победы, 3 ничьи, 2 поражения.